# Friedel Grieder

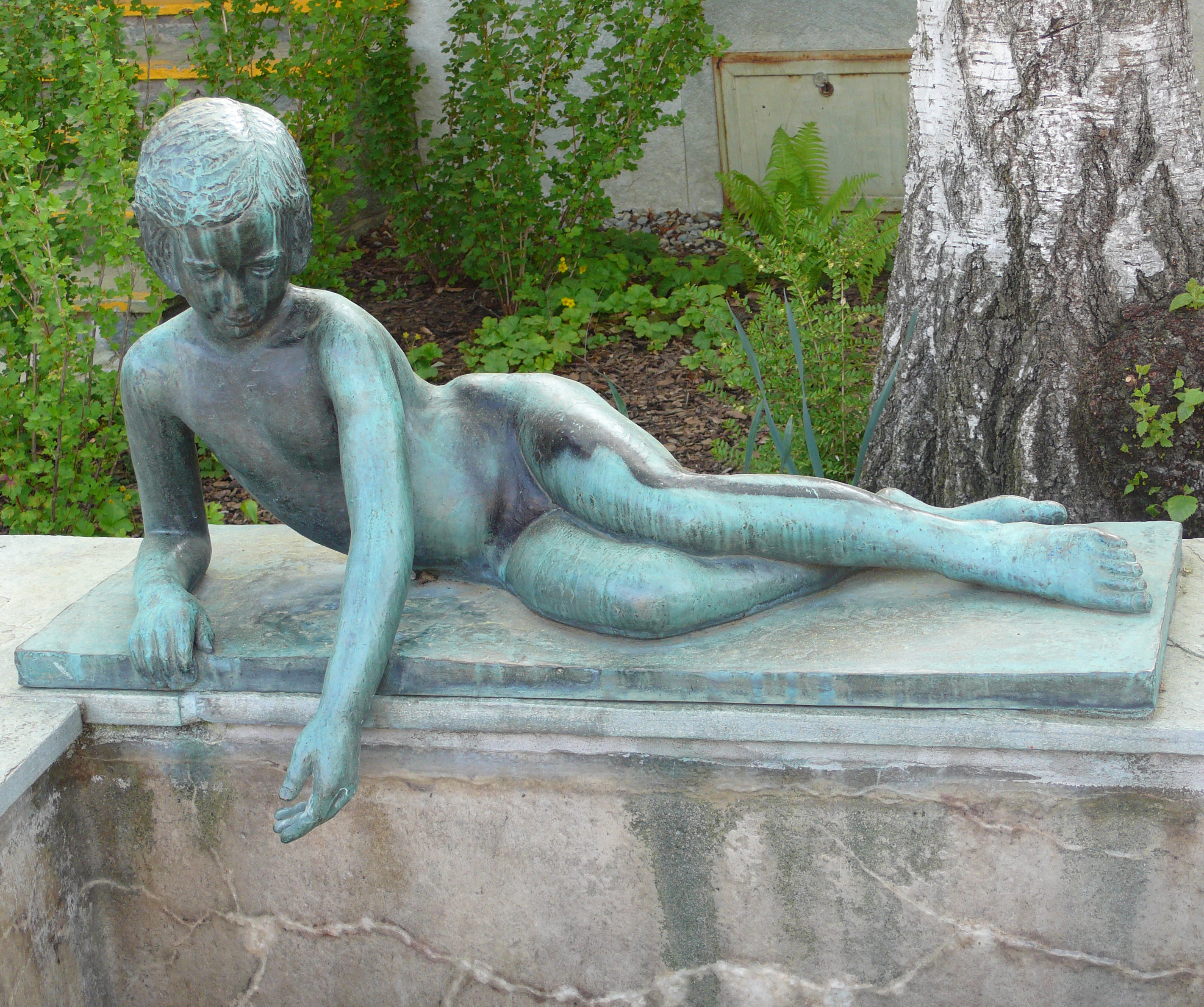
Skulptur „Liegendes Mädchen“ von Friedel Grieder aus dem Jahr 1952 am Wehrlischulhaus in Kreuzlingen

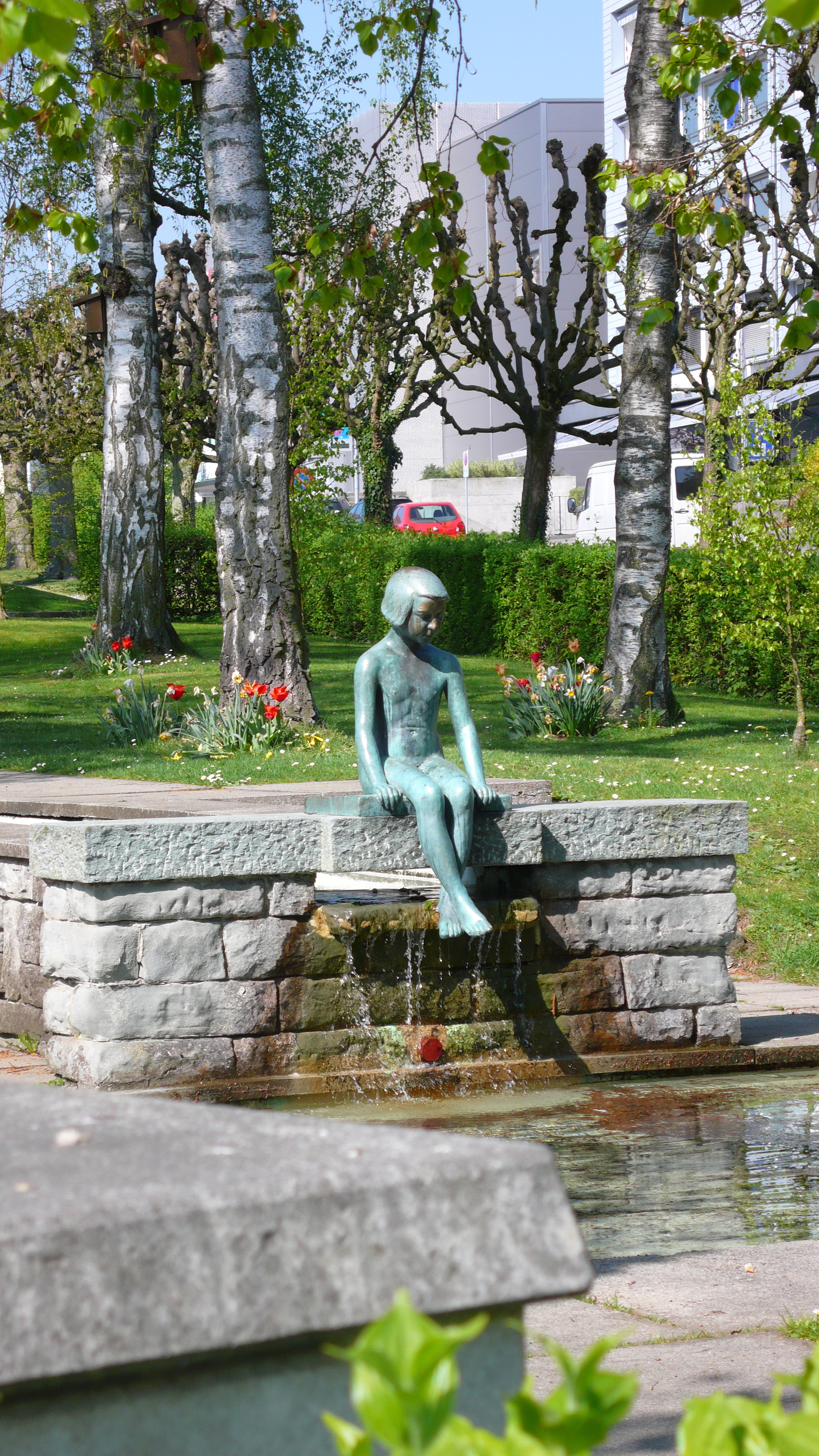
Skulptur „Sitzendes Mädchen“ von Friedel Grieder aus dem Jahr 1935 im Kreuzlinger Dreispitzpark

Friedel Grieder (* 19. Juli 1890 in Bottmingen; † 26. Februar 1980 in Willisdorf) war eine Schweizer Bildhauerin.

## Leben und Wirken
Friedel Grieder wurde am 19. Juli 1890 in Bottmingen (Kanton Basel-Landschaft) als Ida Schweighauser geboren. 1913 heiratete sie Ernst Grieder aus Muttenz und zog mit ihm 1916 nach Kreuzlingen, wo er ein internationales Transportunternehmen gründete. Während des Ersten Weltkriegs verlor er sein Vermögen und starb schon 1927. Vier Jahre später verkaufte Friedel Grieder das Geschäft. Von ihren drei Kindern verstarb eine Tochter kurz nach der Geburt. Eine zweite Tochter, Rösli, kam 1929 im Alter von zwölf Jahren durch einen Unfall ums Leben. In Folge dieser Schicksalsschläge begab sich Friedel Grieder in psychologische Behandlung.
In der Kunsttherapie erkannte Grieders Arzt, Dr. Schön, ihr künstlerisches Talent und machte 1929 Professor Hans Gisler (1889–1969) von der ETH Zürich auf Friedel Grieder aufmerksam. Diese belegte daraufhin im Alter von 39 Jahren bei Gisler Kurse in Aktzeichnen und Modellieren. 1931 eröffnete sie ihr eigenes Atelier auf Schloss Bernegg in Kreuzlingen und wurde als erste Frau Mitglied der grenzüberschreitenden Künstlervereinigung „Der Kreis“, mit der sie 1932 zum ersten Mal ausstellte.
Friedel Grieder unternahm zudem Studienreisen nach Florenz, Rom und Berlin. In Berlin lernte sie den Bildhauer Georg Kolbe (1877–1947) kennen. 1933 nahm sie in Paris Unterricht bei Charles Despiau (1874–1946), einem ehemaligen Schüler von Auguste Rodin (1840–1917). Zwei Jahre später dann bei Ernst Gorsemann (1886–1960) an der Nordischen Kunsthochschule in Bremen. Zurück in Kreuzlingen unterrichtete sie u. a. die Künstlerin Elsbeth Meyer (1911–1948) und gab kunsttherapeutische Kurse am Sanatorium Bellevue in Kreuzlingen.
Friedel Grieder verstarb 1980 in Willisdorf (Kanton Thurgau).
Heute besitzen das Kreuzlinger Museum Rosenegg, die Kunstsammlung der Stadt Kreuzlingen sowie eine Grossnichte der Bildhauerin Dokumente und Objekte von Friedel Grieder. Einige ihrer Plastiken sind an mehreren öffentlichen Orten in Kreuzlingen zu sehen, u. a. im Seeburgpark, im Dreispitzpark und am Wehrlischulhaus. Ihr Leben und Werk ist zudem Bestandteil einer Dauerausstellung im Museum Rosenegg.